# Scapheremaeus tricarinatus
Scapheremaeus tricarinatus är en kvalsterart som beskrevs av Sitnikova 1975. Scapheremaeus tricarinatus ingår i släktet Scapheremaeus och familjen Cymbaeremaeidae. Inga underarter finns listade i Catalogue of Life.